# Tommy Janton
Tommy Janton (Kennett Square, 23 febbraio 2004) è un nuotatore statunitense.

## Biografia
Nel 2025, ai mondiali in vasca lunga di Singapore, si aggiudica il suo primo metallo iridato a livello senior, salendo sul terzo gradino del podio nella staffetta 4x100 metri misti.

## Palmarès
- Mondiali

Singapore 2025: bronzo nella 4x100m misti.